# Серии Оцеляване (1995)
Сериите Оцеляване (1995) (на английски: Survivor Series) е деветото годишно pay-per-view събитие от поредицата Серии Оцеляване, продуцирано от Световната федерация по кеч (WWF). Провежда се на 19 ноември 1995 г. в Лендоувър, Мериленд.

## Обща информация
Това са първите Серии Оцеляване, които се провеждат в неделя вечер. Всяко предишно издание се състои или на Денят на благодарността, или вечерта преди нея. Компанията няма да направи друго събитие, което не е през уикенда до 2004 г., когато дебютира Табу вторник.
Основното събитие е мач без дисквалификации между Дизел и Брет Харт за Световната титла в тежка категория на WWF. Харт печели мача и титлата чрез туш, ставайки трикратен шампион и прекратил 358-дневното царуване на Дизел - най-дългото през 1990-те години.
В ъндъркарда са включени Шон Майкълс, Ахмед Джонсън, Британския Булдог и Психаря Сид срещу Йокозуна, Оуен Харт, Рейзър Рамон и Дийн Дъглас в елиминационен мач Сървайвър четири на четири, както и още три такива мача.

## Резултати
| №                                                                        | Резултати | Правила                                                              | Време      |
| ------------------------------------------------------------------------ | --- | -------------------------------------------------------------------- | ---------- |
| 1Т                                                                       | Димящите дула (Барт Гън и Били Гън) (ш) поб. Обществените врагове (Роко Рок и Джони Гръндж)                                                                           | Отборен мач                                                          | Неизвестно |
| 2                                                                        | The BodyDonnas (1-2-3 Хлапето, Том Причард, Рад Радфорд и Скип) (със Съни и Тед Дибиаси) поб. The Underdogs (Бари Хоровиц, Боб Холи, Хакуши и Марти Джанети)          | Сървайвър елиминационен мач 4 срещу 4                                | 18:45      |
| 3                                                                        | Аджа Конг, Берта Фей, Лионес Аска и Томоко Уатанабе (с Харви Уипълман) поб. Алъндра Блейзи, Чапарита Асари, Киоко Инуе и Саки Хасегава                                | Сървайвър елиминационен мач 4 срещу 4                                | 10:01      |
| 4                                                                        | Златен прах поб. Бам Бам Бигелоу | Индивидуален мач                                                     | 8:18       |
| 5                                                                        | Тъмната страна (Фату, Хенри О. Годуин, Савио Вега и Гробаря) (с Пол Беърър) поб. Кралете (Хънтър Хърст Хелмсли, Айзък Янкем, Джери Лоулър и Крал Мейбъл) (със Сър Мо) | Сървайвър елиминационен мач 4 срещу 4                                | 14:21      |
| 6                                                                        | Ахмед Джонсън, Британския Булдог, (с Джим Корнет) Шон Майкълс и Психаря Сид (с Тед Дибиаси) поб. Дийн Дъглас, Оуен Харт, Рейзър Рамон и Йокозуна (с Мистър Фуджи)     | Сървайвър елиминационен мач 4 срещу 4                                | 27:24      |
| 7                                                                        | Брет Харт поб. Дизел (ш) | Мач без дисквалификации за Световната титла в тежка категория на WWF | 24:54      |
| - (ш) – указва шампиона/шампионите в мача - Т – показва, че мача е тъмен | |                                                                      |            |